# سید محمد حسینی شاهرودی (نماینده ولی فقیه)
سید محمد حسینی شاهرودی (زاده ۱۳۳۷) عضو مجلس خبرگان رهبرى از استان کردستان در دوره پنجم و نماینده ولی فقیه در استان کردستان و مسئول پیشین مرکز بزرگ اسلامی غرب کشور ایران بوده‌است که در دی ۱۳۸۹ طی حکمی از سوی سید علی خامنه‌ای رهبر ایران به این مقام منصوب شد.
وی از سال ۱۳۵۳ تحصیلات حوزوی را در شاهرود آغاز کرد و از سال ۱۳۵۴ آنرا در قم ادامه داد.
دروس خارج حوزه را از سال ۱۳۶۲ شروع کرده و در درس مکارم شیرازی، فاضل لنکرانی، شیخ جواد تبریزی، وحید خراسانی و هاشمی شاهرودی حضور یافت؛ و از سال ۸۱ به مدت ۶ سال در درس آیت‌الله خامنه‌ای شرکت کرد.
سید محمد حسینی شاهرودی از خاندان مرجع شیعه سید محمود حسینی شاهرودی می‌باشد.